# آیوار اون
آیوار اون (استونیایی: Aivar Õun؛ زادهٔ ۱۵ مارس ۱۹۵۹) سیاستمدار و نماینده سابق مجلس اهل استونی است.